# Bouvines
Pour les articles homonymes, voir Bouvines (homonymie).
Bouvines est une commune française, située dans le département du Nord en région Hauts-de-France. Elle fait partie de la Métropole européenne de Lille et forme, avec quatre autres communes, une petite agglomération, l'unité urbaine de Cysoing, qui appartient à l'aire urbaine de Lille.
Bouvines est connue pour la bataille de Bouvines, qui a eu lieu en 1214.

## Géographie

### Localisation
Bouvines est située au sud-est de Lille, sur la rive droite de la Marque et sur la voie romaine d'Arras à Tournai.
Bouvines est à quelques kilomètres dans la plaine au sud-est du parc scientifique de la Haute Borne et de la Cité scientifique (Université Lille I).

### Communes limitrophes
|                       |          | Gruson  |
| Sainghin-en-Mélantois | Bouvines |         |
|                       |          | Cysoing |

### Hydrographie

#### Réseau hydrographique
La commune est située dans le bassin Artois-Picardie. Elle est drainée par la Marque, le ruisseau du Gland et l'Infière,,.
La Marque, d'une longueur de 32 km, prend sa source dans la commune de Thumeries et se jette  dans le canal de Roubaix à Wasquehal, après avoir traversé 25 communes. Les caractéristiques hydrologiques de la Marque sont données par la station hydrologique située sur la commune. Le débit moyen mensuel est de 0,836 m3/s. Le débit moyen journalier maximum est de 12,714 décembre 196 610,8 m3/s, atteint le 4 mars 2024.

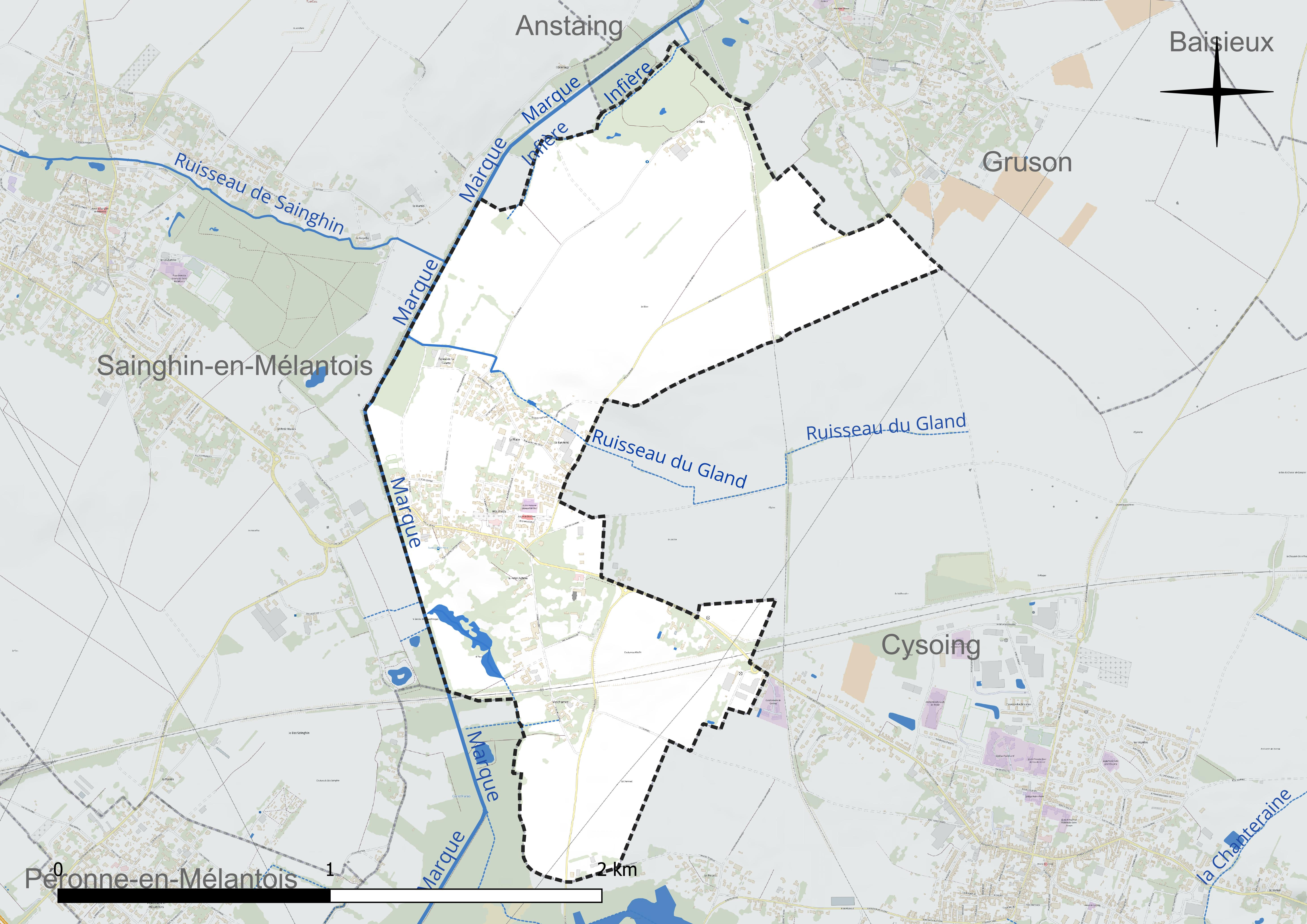
Réseau hydrographique de Bouvines.

#### Gestion et qualité des eaux
Le territoire communal est couvert par le schéma d'aménagement et de gestion des eaux (SAGE) « Marque Deûle ». Ce document de planification concerne un territoire de 1 120 km2 de superficie, délimité par les bassins versants de la Marque et de la Deûle, formant une vaste cuvette sédimentaire de 40 km de long et de 25 km de large, où la pente est très faible. Le périmètre a été arrêté le 2 décembre 2005 et le SAGE proprement dit a été approuvé le 9 mars 2020. La structure porteuse de l'élaboration et de la mise en œuvre est la Métropole européenne de Lille. 
La qualité des cours d'eau peut être consultée sur un site dédié géré par les agences de l'eau et l'Agence française pour la biodiversité. 

### Climat
Pour des articles plus généraux, voir Climat des Hauts-de-France et Climat du Nord.
En 2010, le climat de la commune est de type climat océanique dégradé des plaines du Centre et du Nord, selon une étude du CNRS s'appuyant sur une série de données couvrant la période 1971-2000. En 2020, Météo-France publie une typologie des climats de la France métropolitaine dans laquelle la commune est exposée à un climat océanique et est dans la région climatique  Nord-est du bassin Parisien, caractérisée par un ensoleillement médiocre, une pluviométrie moyenne régulièrement répartie au cours de l'année et un hiver froid (3 °C). 
Pour la période 1971-2000, la température annuelle moyenne est de 10,6 °C, avec une amplitude thermique annuelle de 14,5 °C. Le cumul annuel moyen de précipitations est de 691 mm, avec 12,3 jours de précipitations en janvier et 9,4 jours en juillet. Pour la période 1991-2020, la température moyenne annuelle observée sur la station météorologique la plus proche, située sur la commune de Lesquin à 5 km à vol d'oiseau, est de 11,3 °C et le cumul annuel moyen de précipitations est de 740,0 mm,. Pour l'avenir, les paramètres climatiques de la commune estimés pour 2050 selon différents scénarios d'émission de gaz à effet de serre sont consultables sur un site dédié publié par Météo-France en novembre 2022.

## Urbanisme

### Typologie
Au 1er janvier 2024, Bouvines est catégorisée ceinture urbaine, selon la nouvelle grille communale de densité à sept niveaux définie par l'Insee en 2022.
Elle appartient à l'unité urbaine de Cysoing, une agglomération intra-départementale regroupant cinq  communes, dont elle est une commune de la banlieue,,. Par ailleurs la commune fait partie de l'aire d'attraction de Lille (partie française), dont elle est une commune de la couronne,. Cette aire, qui regroupe 201 communes, est catégorisée dans les aires de 700 000 habitants ou plus (hors Paris),.

### Occupation des sols
L'occupation des sols de la commune, telle qu'elle ressort de la base de données européenne d'occupation biophysique des sols Corine Land Cover (CLC), est marquée par l'importance des territoires agricoles (77,7 % en 2018), une proportion sensiblement équivalente à celle de 1990 (77,8 %). La répartition détaillée en 2018 est la suivante : 
terres arables (58,8 %), prairies (19 %), zones urbanisées (18,8 %), forêts (3,4 %). L'évolution de l'occupation des sols de la commune et de ses infrastructures peut être observée sur les différentes représentations cartographiques du territoire : la carte de Cassini (XVIIIe siècle), la carte d'état-major (1820-1866) et les cartes ou photos aériennes de l'IGN pour la période actuelle (1950 à aujourd'hui).

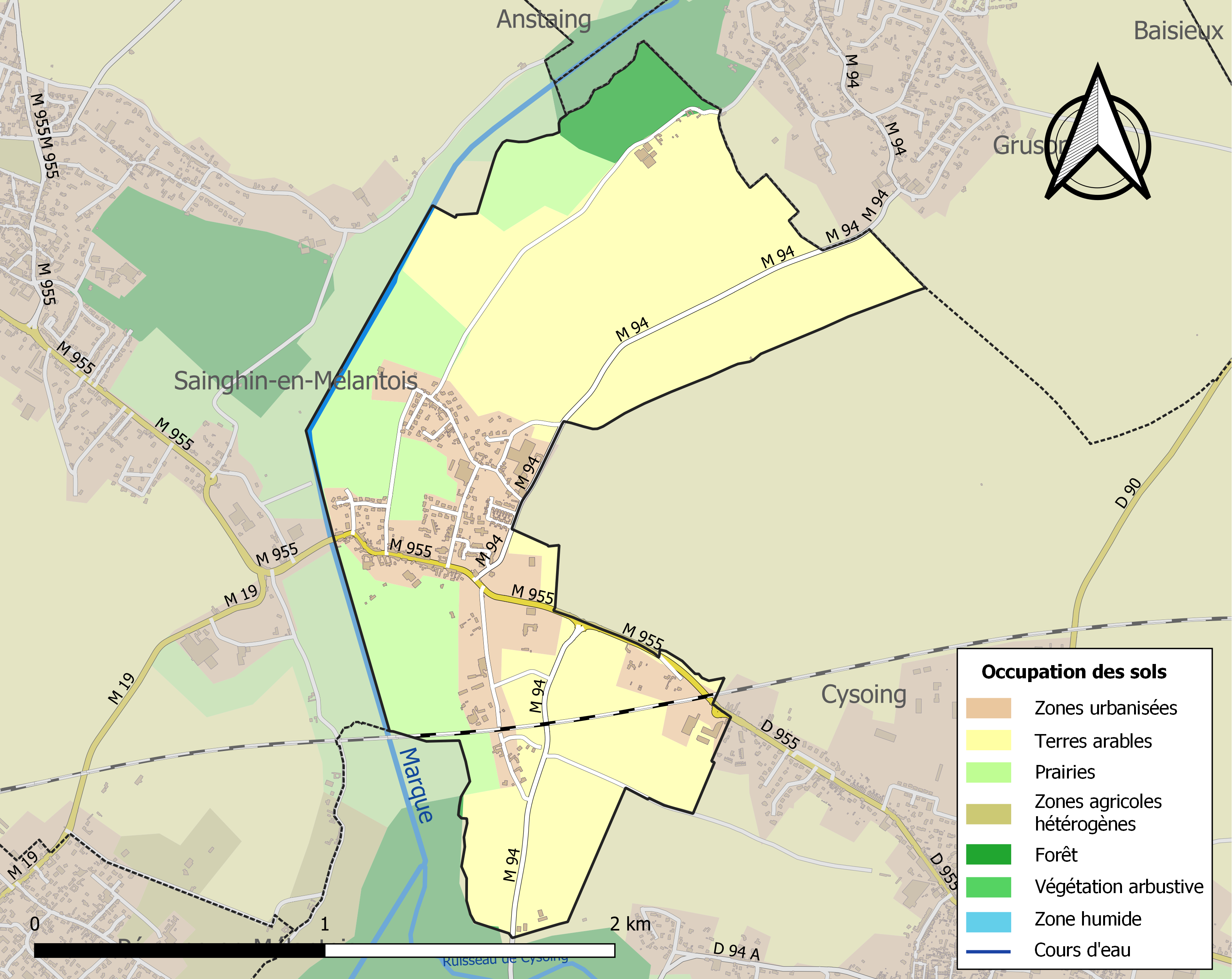
Carte des infrastructures et de l'occupation des sols de la commune en 2018 (CLC).

### Voies de communication et transports
La gare de Bouvines est située à l'entrée de Cysoing elle était desservie par des TER allant d'Orchies à Lille-Flandres avant la fermeture de la ligne.
La commune est desservie, en 2023, par les lignes de transport à la demande 20R et 69R du réseau Ilévia ainsi que par la ligne 854 du réseau interurbain Arc-en-Ciel 2.

## Toponymie
Attestée sous la forme Bovines en 1164[réf. nécessaire].
Du latin bovis (« bovin »), à l'origine du nom d'homme Bovius, qui, accompagné du suffixe –inum.[réf. nécessaire]
Bovingen en flamand.

## Histoire

### Temps anciens
La découverte d'un cimetière mérovingien atteste l'ancienneté de l'occupation du site. Il semble en particulier que très tôt un pont y ait été édifié pour traverser la Marque. L'origine du nom n'est pas établie : il pourrait venir soit du flamand bouvino, qui signifie terre cultivée, soit du gallo-romain. Un diplôme de 899 de Charles le Chauve mentionne par ailleurs un lieu appelé Bovingole tandis que la charte du comte de Flandre en 1002 fait état de Villa bovinas.
Selon le géologue M. Meugy (1850), la tourbe était autrefois exploitées dans une partie de la vallée de la Marque (près du lit mineur où on la trouvait sur une épaisseur pouvant atteindre 6 m.) ; Bouvines, Ennevelin et Cysoing, avant que l'exploitation en soit interdite en raison explique-t-il « d'inconvénients graves » dus à une exploitation désordonnée et faite sans surveillance.

### Bataille de Bouvines

Position des armées sur le champ de bataille de Bouvines.

Le 27 juillet 1214, le roi de France Philippe Auguste y remporte la bataille de Bouvines sur une coalition formée du comte de Flandre Ferrand de Portugal et de l'Empereur Otton IV de Brunswick.
Un musée situé à Mons-en-Pévèle, appelé la salle des batailles, valorise cet événement et celui de Mons-en-Pévèle survenu 80 ans plus tard.
En 2014, les commémorations officielles ont lieu en présence du prince Louis de Bourbon, héritier du roi Philippe Auguste, du prince Axel de Bourbon-Parme, du prince et de la princesse de Bauffremont, du comte de Beaumont-Beynac et du baron Pinoteau.

### Période moderne
Avant la Révolution française, Bouvines était le siège de plusieurs seigneuries. L'un d'elles, celle de Layens, est détenue au XVIIIe siècle par la famille Bonnier. Plusieurs descendants sont retrouvés après la Révolution française, portant soit le nom de Bonnier de Layens soit le nom de Bonnier.
François Joseph Bonnier (1719-1771), seigneur de Layens, est le fils de Jacques Bonnier, négociant, bourgeois de Lille, et de Catherine Le Sage. Il nait à Lille en mai 1719 (baptisé le 20 mai 1719), devient bourgeois de Lille le 6 juillet 1742, syndic des Frères mineurs récollets, et meurt le 3 novembre 1771. Il épouse à Lille le 22 janvier 1742 Marie Joseph Henriette Mienson (1713-1772) fille de Joseph Alexandre et de Marie Joseph Gabriel. Née à Lille en juillet 1713 (baptisée le 10 juillet 1713), elle meurt le 22 août 1772. Le couple est inhumé dans la chapelle des Frères mineurs de Lille.
Louis François Joseph Bonnier (1728-1793), frère de François Joseph, succède à ce dernier dans la possession de la seigneurie. Il est l'avant-dernier seigneur du fief (la Révolution française supprime les titres de noblesse). Il nait à Lille en novembre 1722 (baptisé le 28 novembre 1722), devient conseiller du roi, est créé trésorier de France au bureau des finances de la généralité de Lille le 3 mars ou mai 1748 et le reste jusqu'au 26 janvier 1770, obtient le titre de trésorier de France honoraire, est également bourgeois de Lille le 18 juin 1754 et meurt le 11 janvier 1793. Il épouse à Lille son arrière-petite-cousine Marie Claire Victoire Joseph Bonnier (1735-1810), fille de Martin Ignace, bourgeois de Lille, conseiller du roi, trésorier des assenes (institution financière), grand juge et directeur de la juridiction consulaire, et de la chambre de commerce, et de Marie Claire Joseph Monnart. Sa femme nait à Lille en février 1735 (baptisée le 25 février 1735) et meurt à Lille le 4 mai 1810. Le couple a cinq enfants dont :
Édouard André Isidore Bonnier (1761-1839), fils de Louis François Joseph Bonnier et de Marie Claire Victoire Joseph Bonnier, nait à Lille en avril 1761 (baptisé le 4 avril 1761). Négociant, il est nommé conseiller municipal de Lille par décret impérial du 12 novembre 1806. Il devient ensuite adjoint au maire de Lille du 30 octobre 1821 au 23 août 1830 et meurt à Lille le 13 décembre 1839, à 78 ans. Il épouse à Lille le 7 janvier 1790 Félicité Ernestine de Faucompret, sœur de Justine Caroline, femme de son frère Benjamin. L'épouse nait à Lille en janvier 1772 (baptisée le 9 janvier 1772. Le couple a eu onze enfants.
Isidore Bonnier de Layens (1792-1877) (le nom Bonnier de Layens est autorisé par décret du 19 janvier 1859), fils d'Édouard André Isidore, est un artiste peintre. Prénommé Isidore Ernest Joseph, il nait à Lille le 8 décembre 1792. Il est adjoint au conservateur du musée de peinture de Lille, Louis-Narcisse Jacops, marquis d'Aigremont en 1820, puis conservateur du musée à la mort du marquis d'Aigremont en 1828 jusqu'en 1842. Il meurt à Paris le 20 août 1877, à l'âge de 84 ans. Il épouse à Lille le 9 novembre 1819 Émélie Françoise Sophie Reynaert (1798-1876), fille de Jean François et de Sophie Félicité Mathon. Née à Lille le 17 janvier 1798, elle meurt à Paris le 29 décembre 1876, à 78 ans.
Édouard Louis Bonnier (1808-1877), fils d'Édouard André Isidore, nait à Lille le 27 septembre 1808. Après des études au collège Rollin (Collège-lycée Jacques-Decour), il présente une licence de droit en 1830, passe docteur en droit en 1832. Nommé en 1839 professeur suppléant à la faculté de droit de Paris, il devient professeur titulaire de la chaire double de législation pénale et de procédure civile et criminelle. Il est décoré de la Légion d'honneur en août 1858 et meurt à Paris le 11 septembre 1877. Il épouse en 1844 Elzéarine Ortolan, fille de Joseph Ortolan et de Camille Defrêne de Montonnerre. Édouard Louis Bonnier a eu deux enfants qui se sont tous les deux distingués : Elzéar Bonnier-Ortolan, avocat, poète et dramaturge et Gaston Bonnier, botaniste qui, entre autres, a écrit un ouvrage avec son cousin Georges de Layens , botaniste et apiculteur.
À côté de la seigneurie de Layens, existait également celle d'Avrincourt détenue en dernier ressort par la famille Baillieu. Augustin Martin Joseph Baillieu d'Avrincourt (1753-1799), chevalier, est seigneur d'Avrincourt sur Bouvines. Né en décembre 1453, il est le fils de Charles Baillieu (de Valenciennes) et de demoiselle Denyse. Il est créé trésorier de France le 12 mars 1783, installé le 10 avril suivant. Il exerce encore la fonction en 1790 lors de l'abolition des bureaux des finances, et meurt le 5 mars 1799. Il a épousé Bernardine Alexandrine, Rosalie Le Gillon de Montjoie, sœur d'un trésorier de France, morte le 18 octobre 1845, à 92 ans. Un de leurs enfants, militaires va être chevalier de la Légion d'honneur.

### Période contemporaine
Entre 1896 et 1932, la ligne de chemin de fer de Saint-Amand à Hellemmes de 32 km dessert la commune.

### Situation administrative

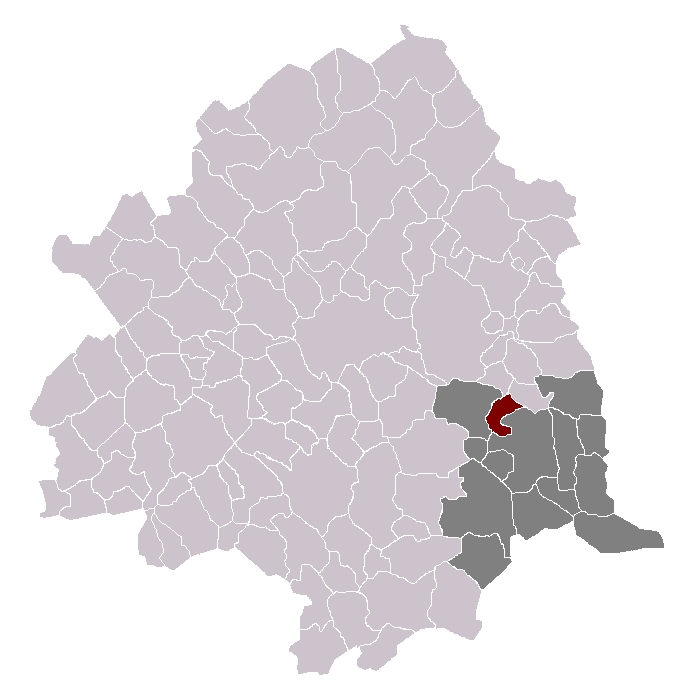
Bouvines dans son canton et son arrondissement.

## Politique et administration

### Liste des maires
| Période                                  | Période      | Identité                     | Étiquette | Qualité                    |
| ---------------------------------------- | ------------ | ---------------------------- | --------- | -------------------------- |
| 1802                                     | 1808         | Pierre-François Deffontaines |           |                            |
| 1833                                     |              | Jean-Baptiste Deffontaines   |           |                            |
| 1872                                     | 1934         | Félix Dehau                  |           | Doyen des maires de France |
| 1935                                     | 1947         | Jean Desmarescaux            |           |                            |
| 1947                                     | 1960         | Louis Deffontaines           |           |                            |
| 1960                                     | 1965         | Henri Desmarescaux           |           |                            |
| 1965                                     | 1983         | Gonzague Spriet              |           |                            |
| 1983                                     | 1991         | André Droulers               |           |                            |
| 1991                                     | 2007         | Jean Noël                    |           |                            |
| juin 2007                                | juillet 2024 | Alain Bernard                |           |                            |
| octobre 2024                             |              | Philippe Guillon             |           |                            |
| Les données manquantes sont à compléter. |              |                              |           |                            |

### Instances judiciaires et administratives
La commune relève du tribunal d'instance de Lille, du tribunal de grande instance de Lille, de la cour d'appel de Douai, du tribunal pour enfants de Lille, du tribunal de commerce de Tourcoing, du tribunal administratif de Lille et de la cour administrative d'appel de Douai.
La commune se trouve dans la circonscription de gendarmerie de la brigade autonome de Cysoing.

## Population et société

### Démographie

#### Évolution démographique
L'évolution du nombre d'habitants est connue à travers les recensements de la population effectués dans la commune depuis 1793. Pour les communes de moins de 10 000 habitants, une enquête de recensement portant sur toute la population est réalisée tous les cinq ans, les populations de référence des années intermédiaires étant quant à elles estimées par interpolation ou extrapolation. Pour la commune, le premier recensement exhaustif entrant dans le cadre du nouveau dispositif a été réalisé en 2005.

En 2022, la commune comptait 766 habitants, en évolution de +10,85 % par rapport à 2016 (Nord : +0,51 %, France hors Mayotte : +2,11 %).
| 1793 | 1800 | 1806 | 1821 | 1831 | 1836 | 1841 | 1846 | 1851 |
| ---- | ---- | ---- | ---- | ---- | ---- | ---- | ---- | ---- |
| 300  | 327  | 443  | 480  | 521  | 548  | 551  | 563  | 575  |

| 1856 | 1861 | 1866 | 1872 | 1876 | 1881 | 1886 | 1891 | 1896 |
| ---- | ---- | ---- | ---- | ---- | ---- | ---- | ---- | ---- |
| 588  | 579  | 590  | 602  | 601  | 565  | 591  | 577  | 544  |

| 1901 | 1906 | 1911 | 1921 | 1926 | 1931 | 1936 | 1946 | 1954 |
| ---- | ---- | ---- | ---- | ---- | ---- | ---- | ---- | ---- |
| 561  | 589  | 598  | 586  | 623  | 625  | 612  | 679  | 604  |

| 1962 | 1968 | 1975 | 1982 | 1990 | 1999 | 2005 | 2006 | 2010 |
| ---- | ---- | ---- | ---- | ---- | ---- | ---- | ---- | ---- |
| 564  | 560  | 611  | 577  | 683  | 772  | 743  | 723  | 709  |

| 2015 | 2020 | 2022 | - | - | - | - | - | - |
| ---- | ---- | ---- | - | - | - | - | - | - |
| 696  | 746  | 766  | - | - | - | - | - | - |

#### Pyramide des âges
La population de la commune est relativement jeune.
En 2018, le taux de personnes d'un âge inférieur à 30 ans s'élève à 31,0 %, soit en dessous de la moyenne départementale (39,5 %). À l'inverse, le taux de personnes d'âge supérieur à 60 ans est de 27,3 % la même année, alors qu'il est de 22,5 % au niveau départemental.
En 2018, la commune comptait 360 hommes pour 405 femmes, soit un taux de 52,94 % de femmes, légèrement supérieur au taux départemental (51,77 %).
Les pyramides des âges de la commune et du département s'établissent comme suit.
| Hommes | Classe d’âge | Femmes |
| ------ | ------------ | ------ |
| 0,3    | 90 ou +      | 1,0    |
| 6,2    | 75-89 ans    | 6,5    |
| 20,1   | 60-74 ans    | 20,6   |
| 22,0   | 45-59 ans    | 21,2   |
| 21,8   | 30-44 ans    | 18,6   |
| 10,5   | 15-29 ans    | 12,0   |
| 19,2   | 0-14 ans     | 20,1   |

| Hommes | Classe d’âge | Femmes |
| ------ | ------------ | ------ |
| 0,5    | 90 ou +      | 1,4    |
| 5,3    | 75-89 ans    | 8,1    |
| 14,8   | 60-74 ans    | 16,2   |
| 19,1   | 45-59 ans    | 18,4   |
| 19,5   | 30-44 ans    | 18,7   |
| 20,7   | 15-29 ans    | 19,1   |
| 20,2   | 0-14 ans     | 18     |

### Enseignement
Bouvines fait partie de l'académie de Lille.

## Culture et patrimoine

### Lieux et monuments
- L'église Saint-Pierre, de style gothique du XIIIe siècle, construite entre 1880 et 1885 selon les directives du maire Félix Dehau, inscrite à l'inventaire des monuments historiques depuis 1981 et ses 21 vitraux réalisés entre 1887 et 1906, classés monuments historiques[36] retraçant la bataille de Bouvines[37].

- La fontaine Saint-Pierre où se serait reposé Philippe Auguste avant la bataille.
- L'obélisque commémoratif de la bataille de Bouvines, érigé en 1865 par la commission historique du Nord.
- La cense de la Courte, ancienne ferme de l'abbaye de Saint-Amand.
- Le monastère des Dominicaines, ancienne demeure de la famille de Félix Dehau construite en 1868.

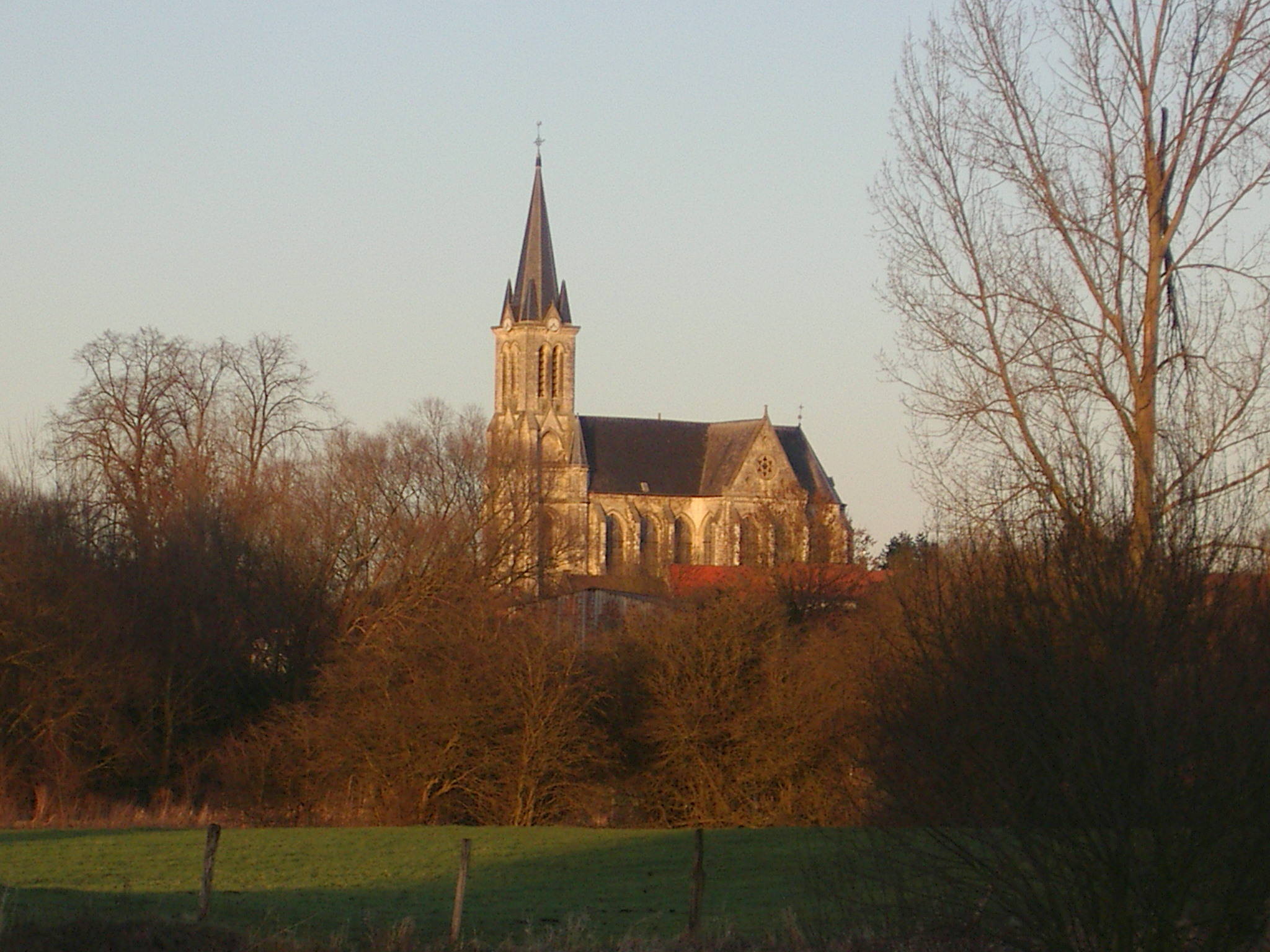
Église de Bouvines
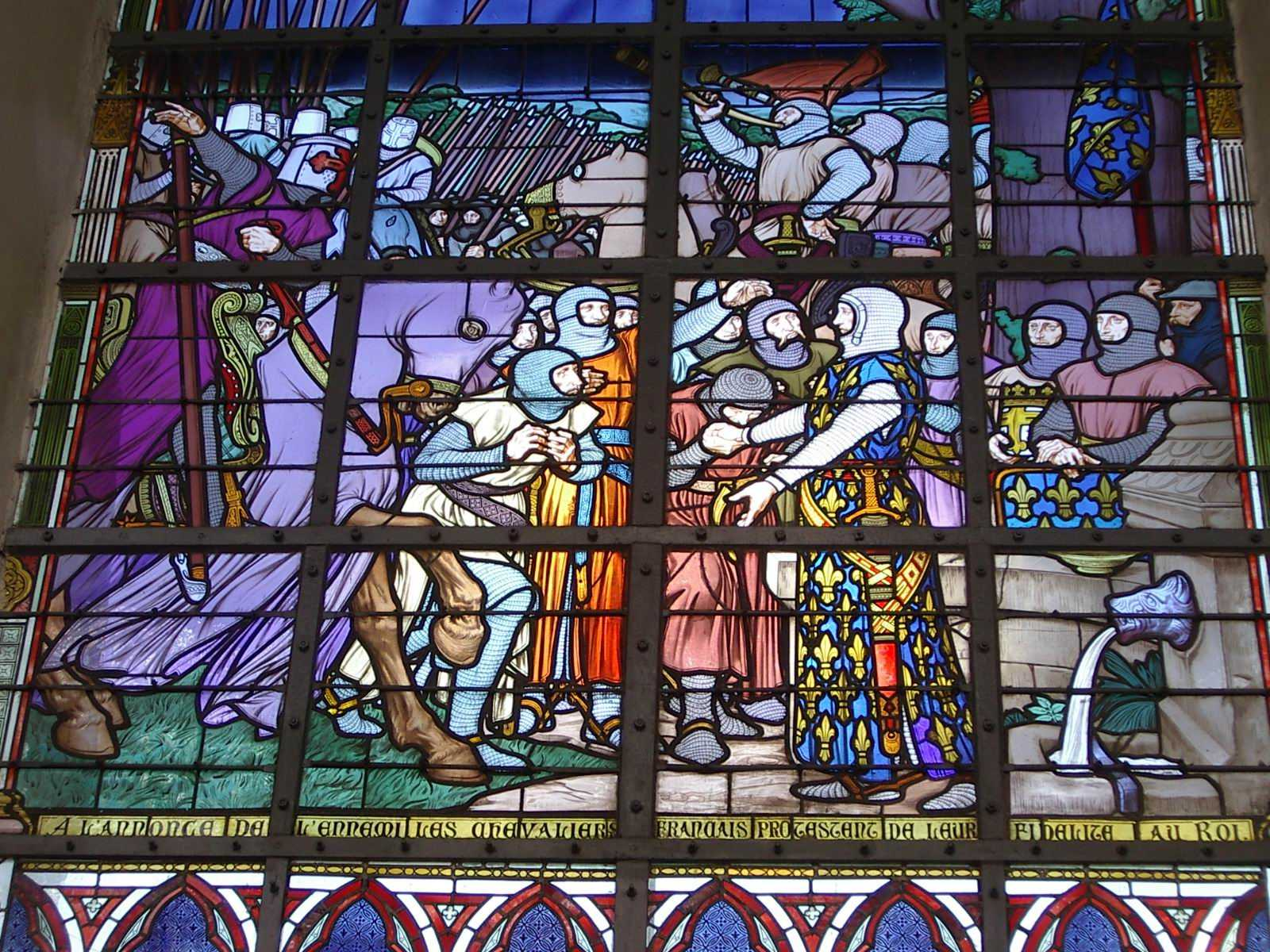
Vitrail de l'église
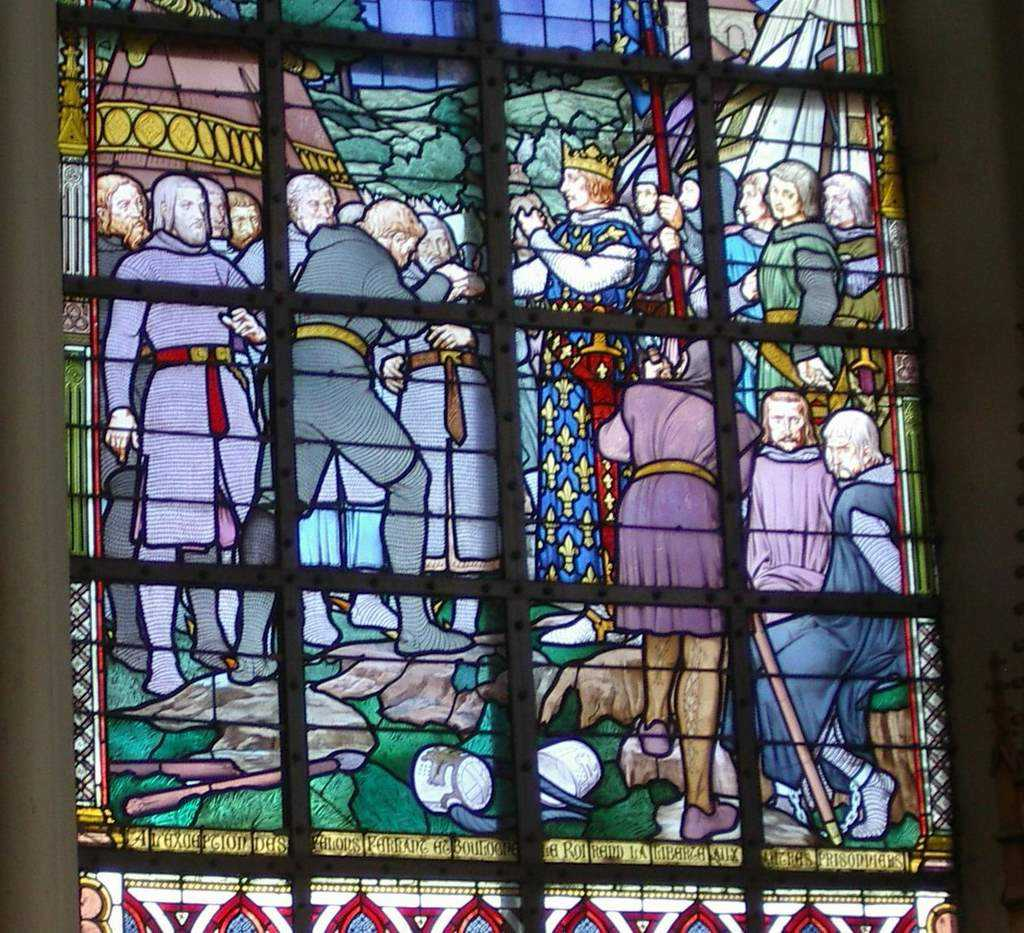
Vitrail de l'église
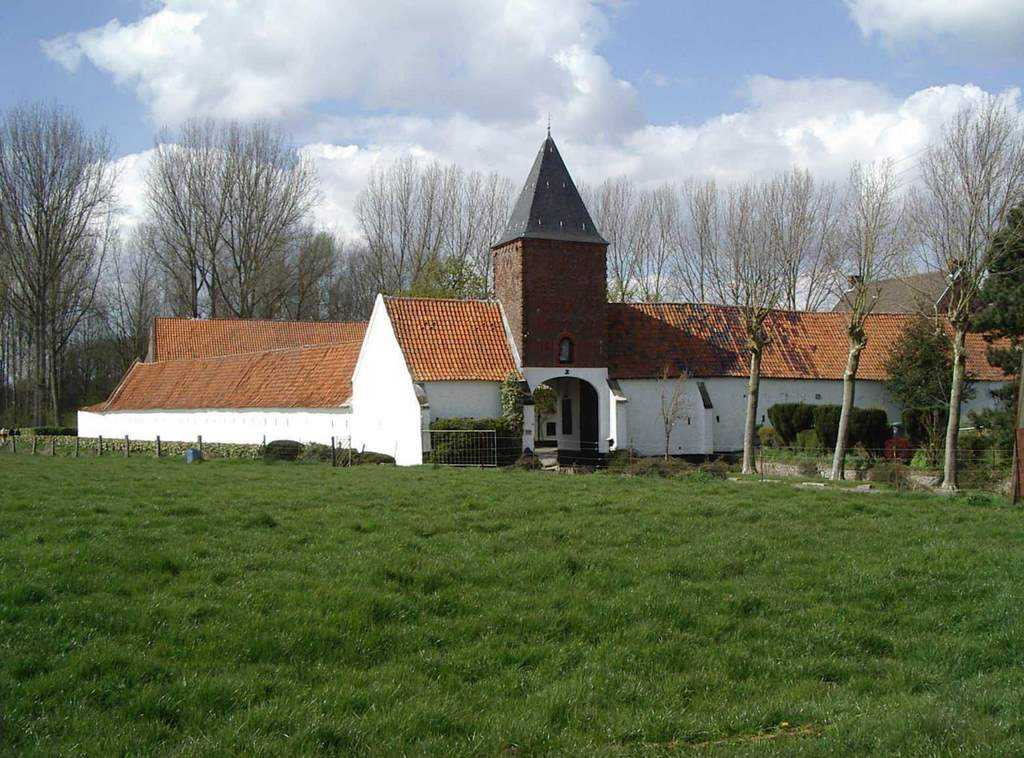
La cense de la Courte
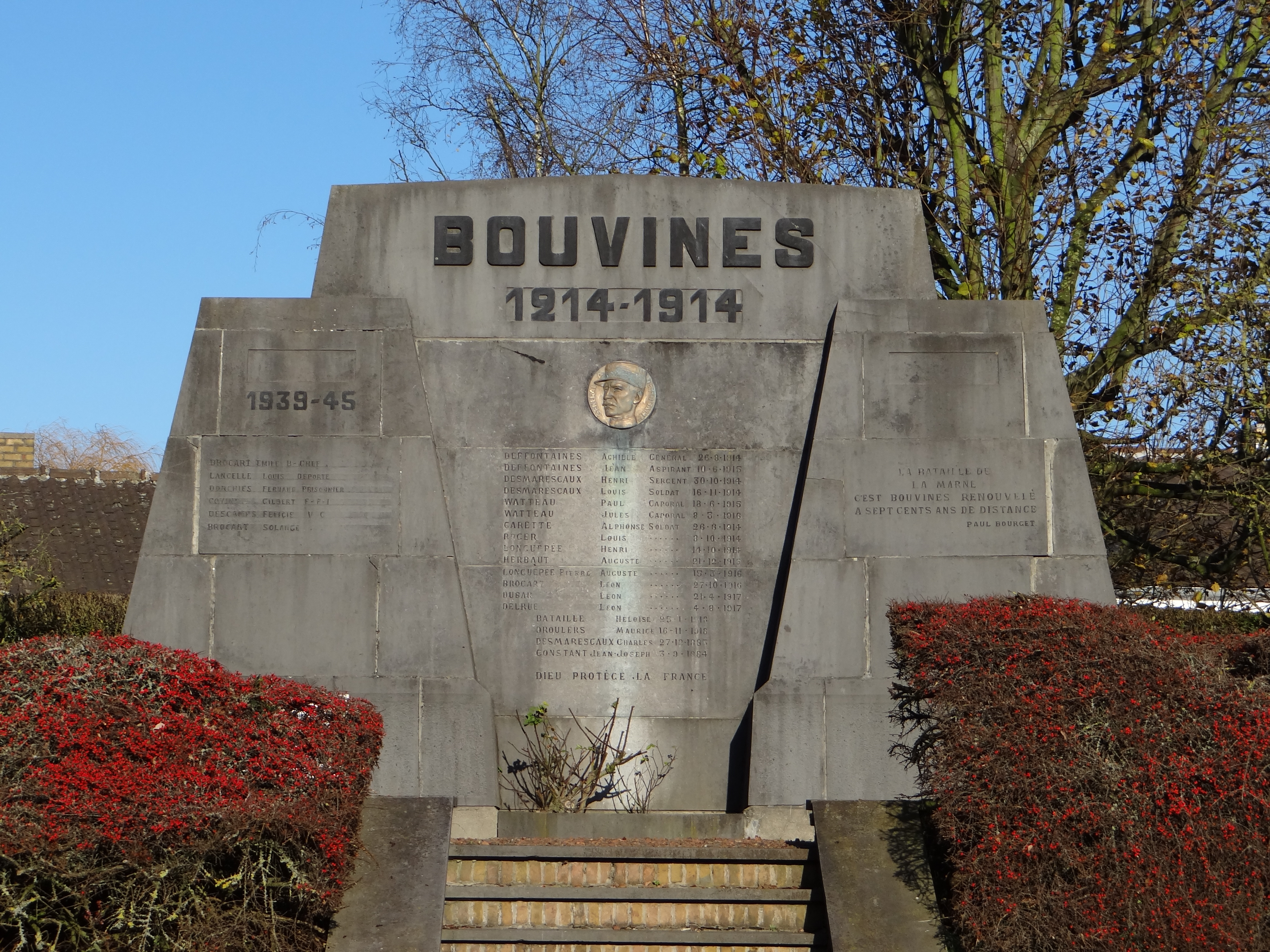
Monuments aux morts 1214-1914
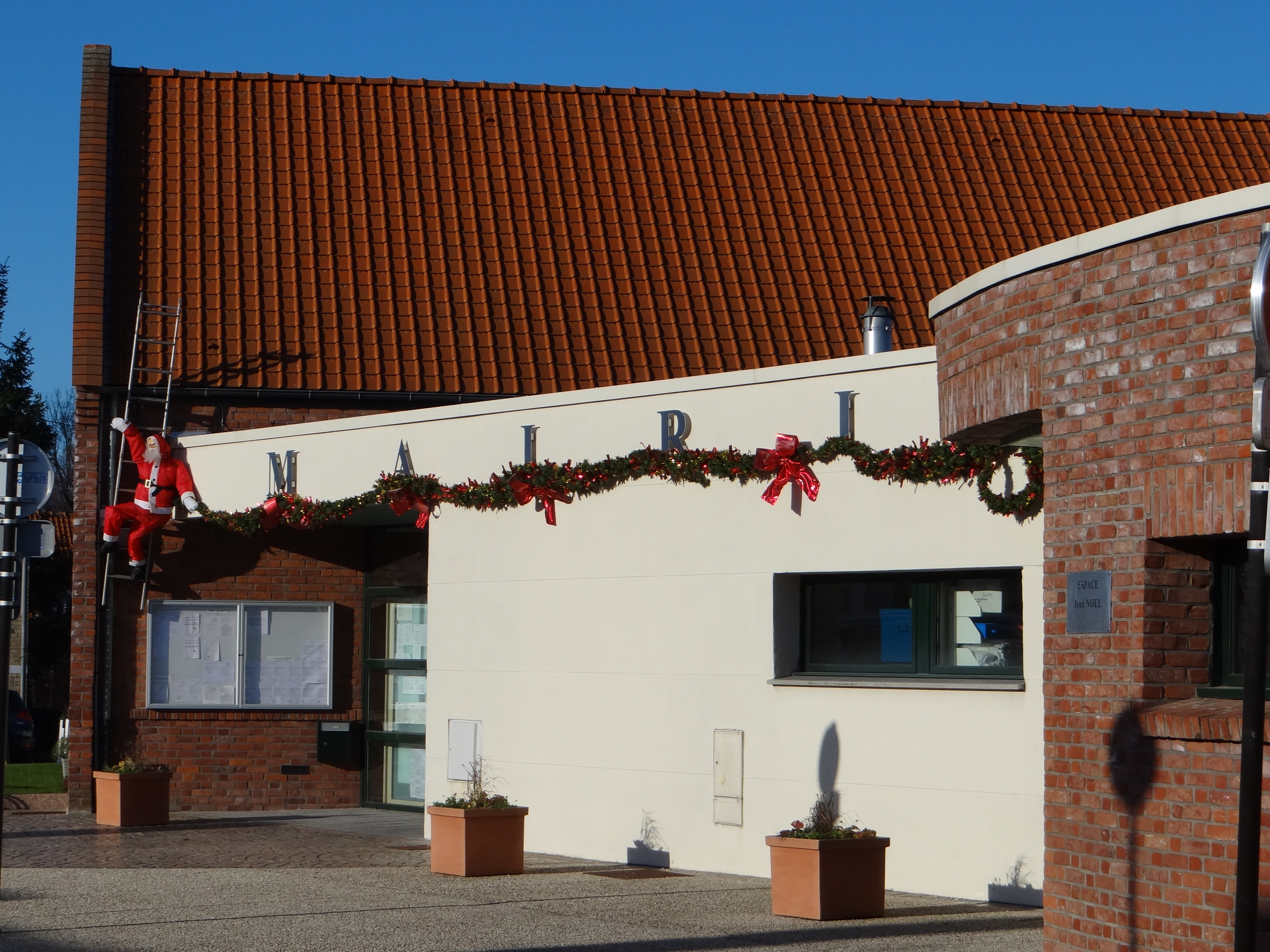
Mairie
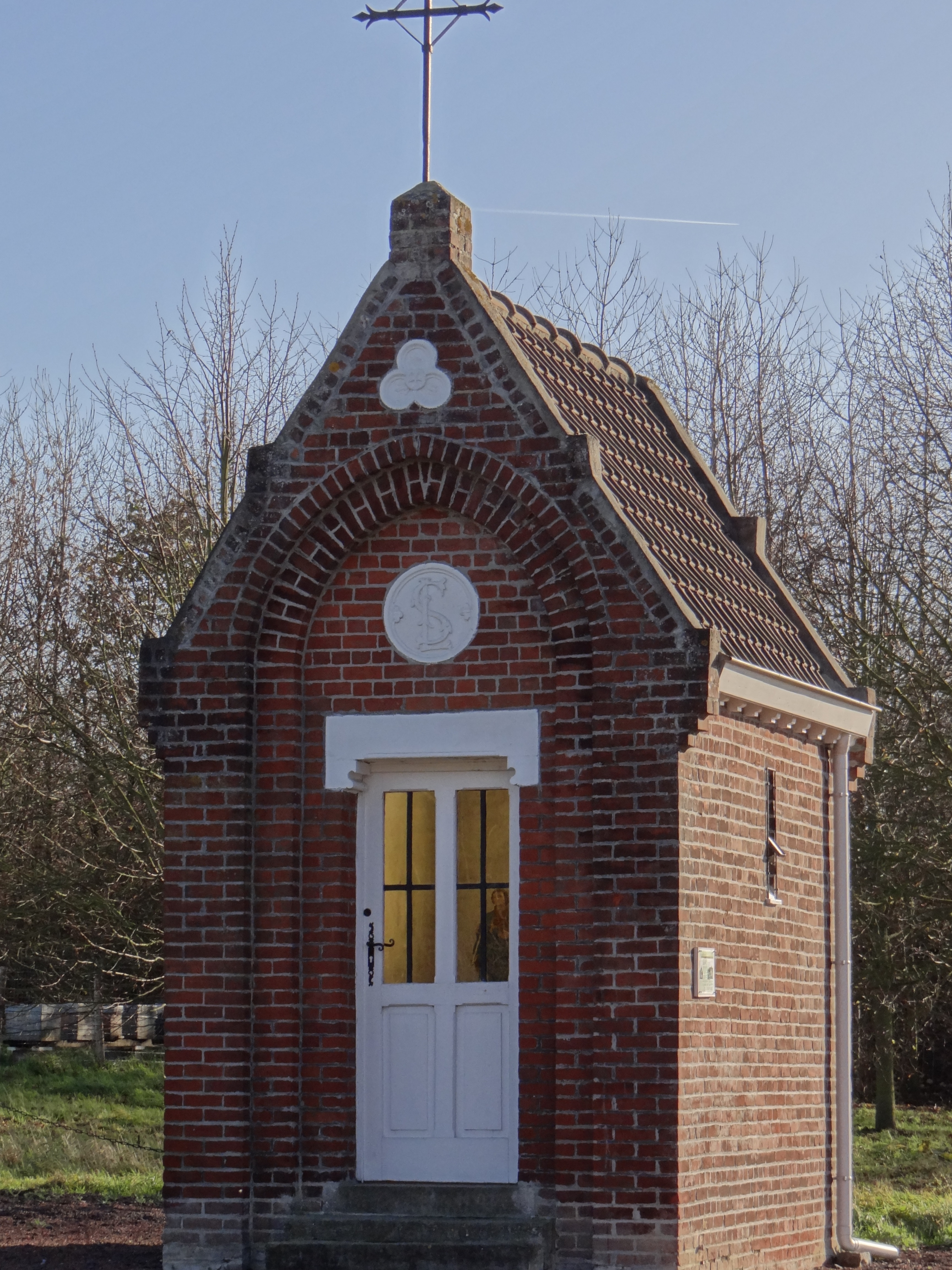
Chapelle Saint-Léonard
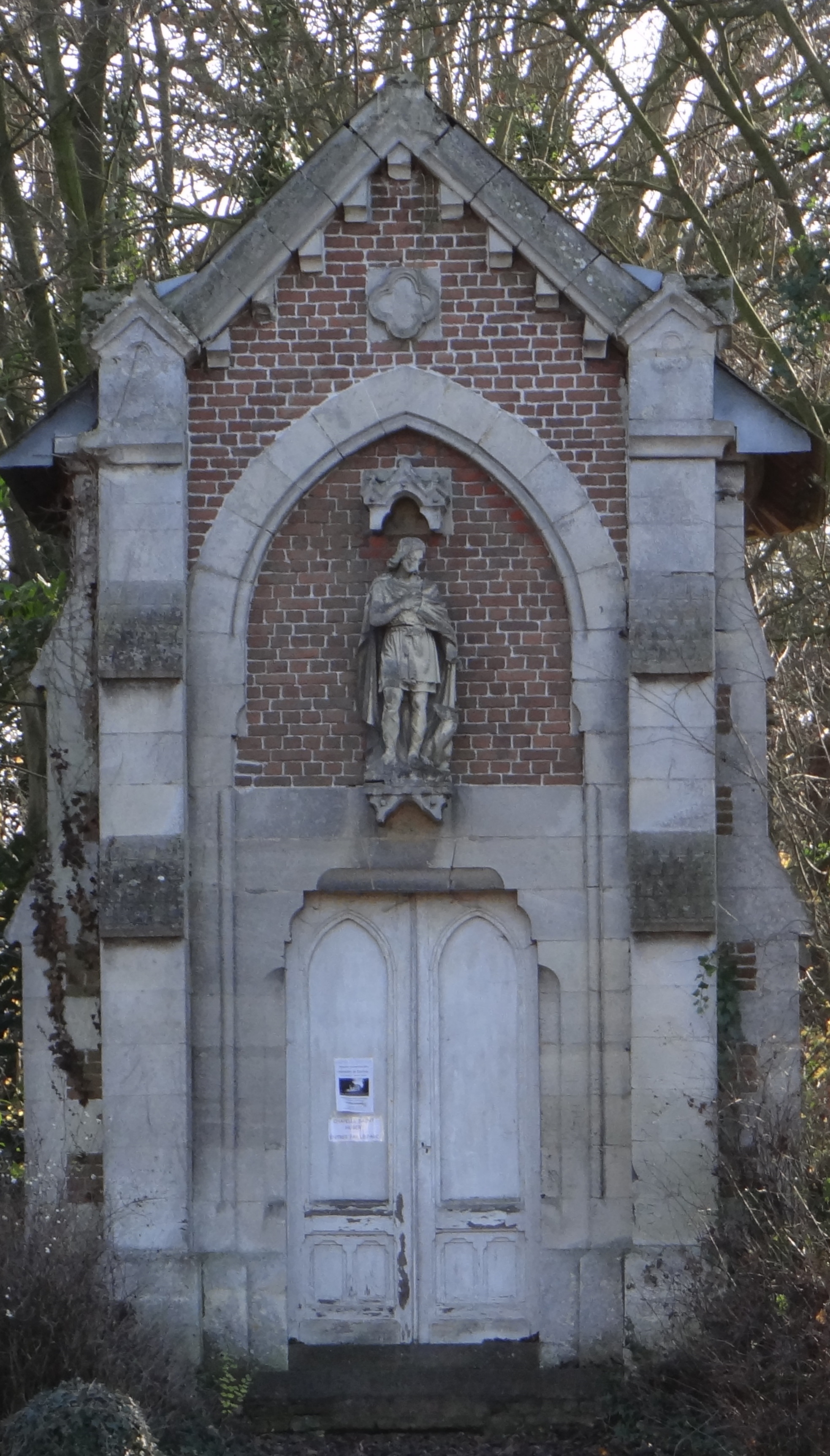
Chapelle Saint-Hubert
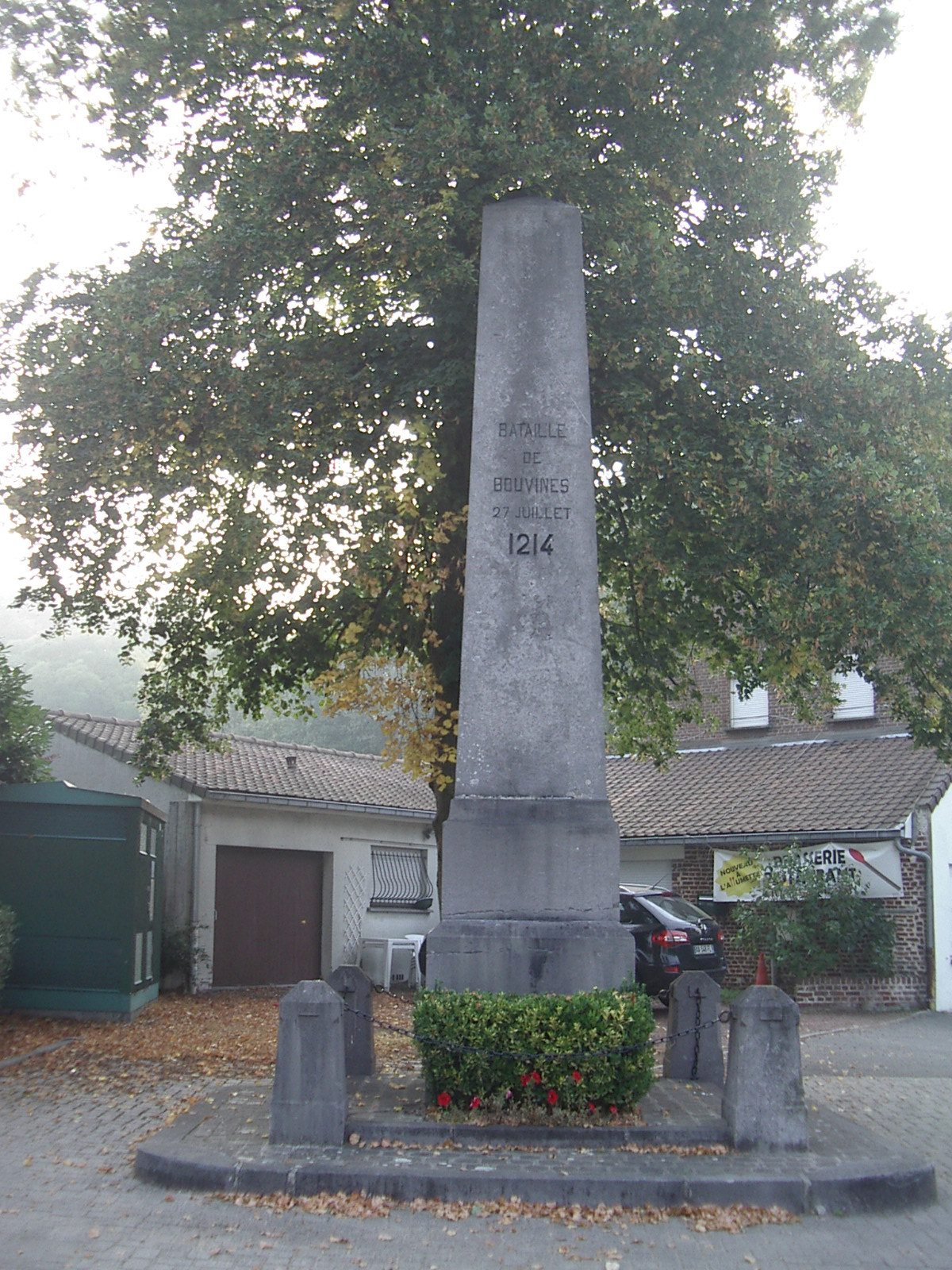
Obélisque commémorant la bataille du 27 juillet 1214, inauguré en 1865.
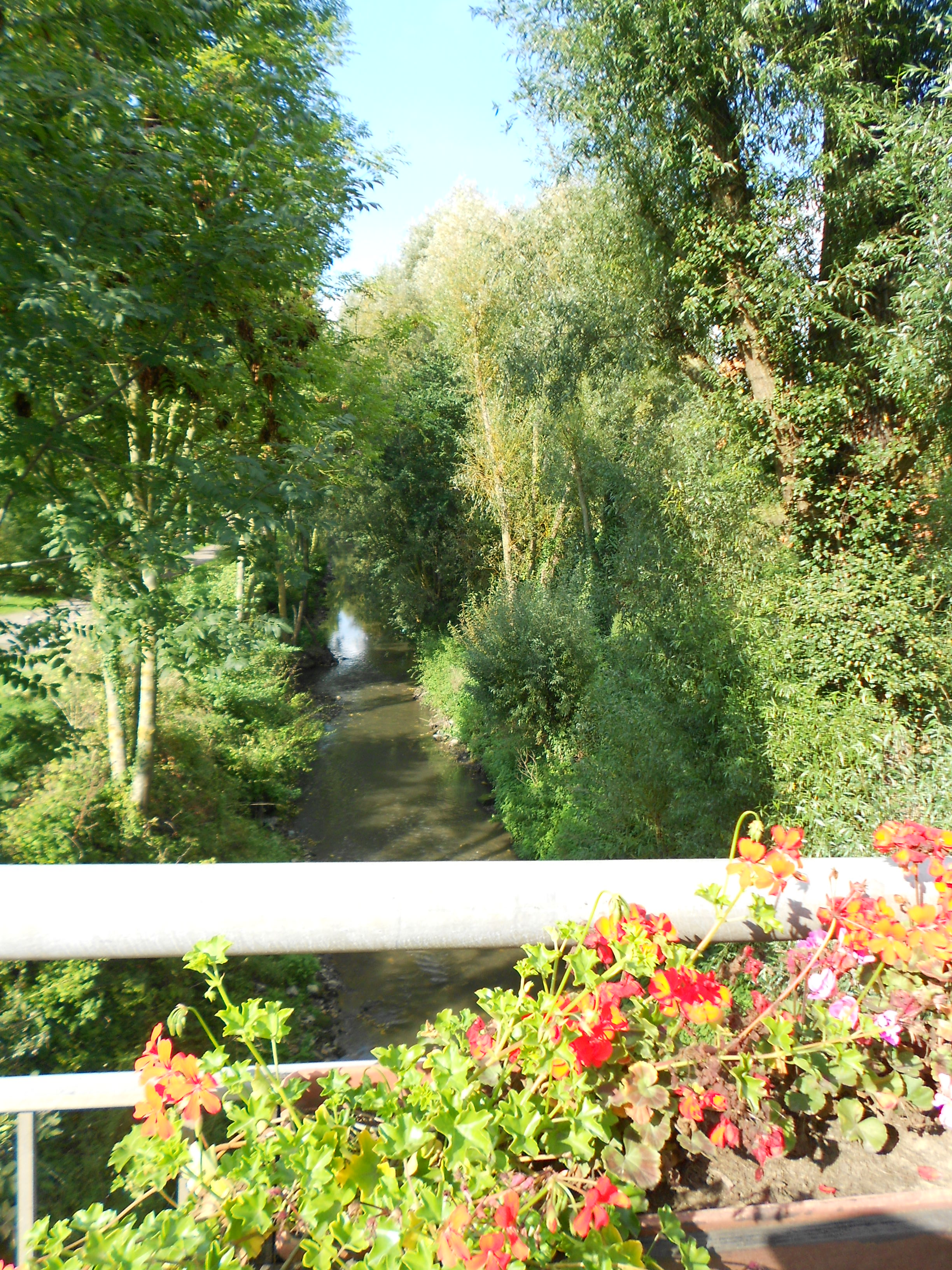
La Marque du pont de Bouvines
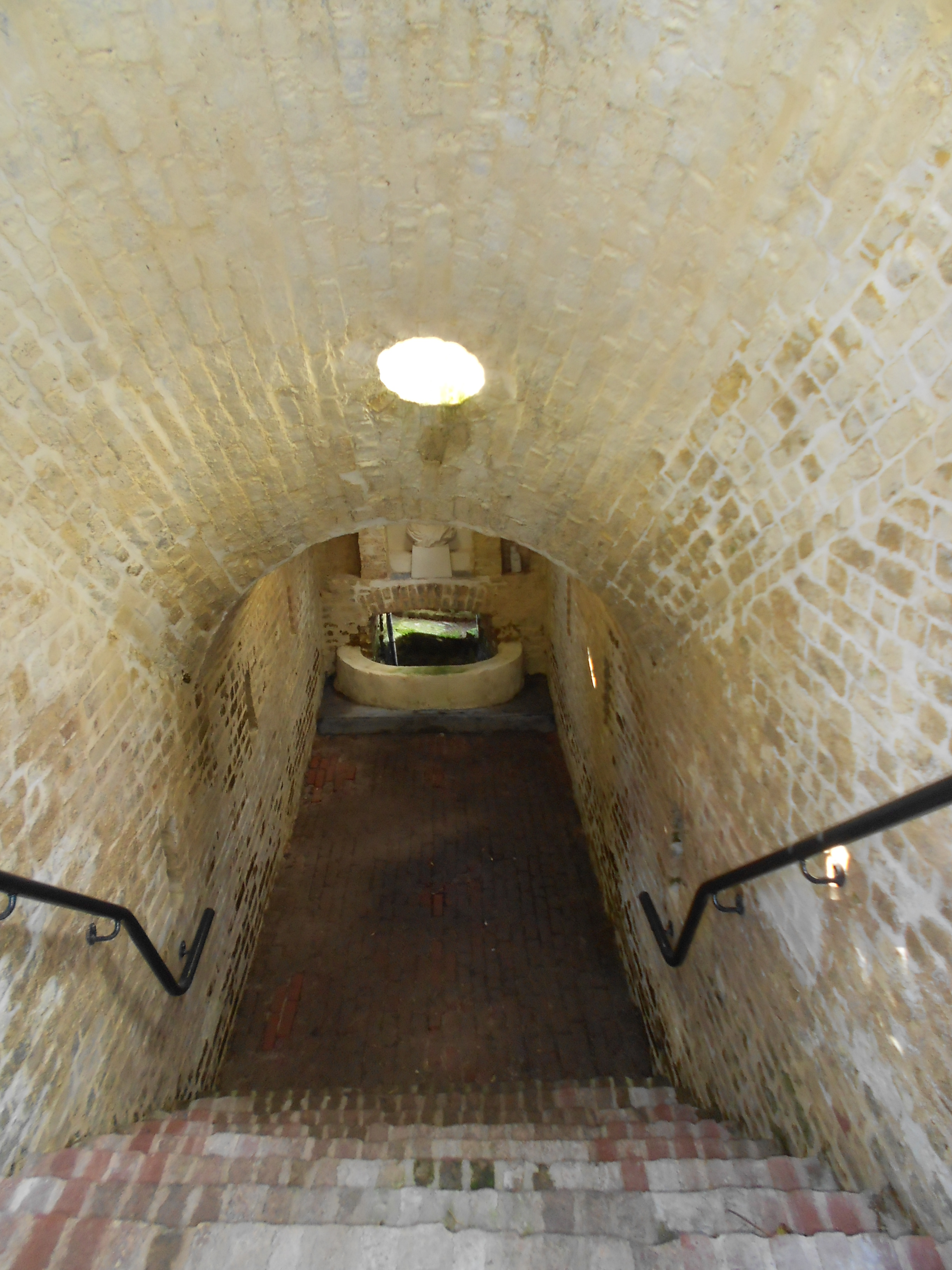
Fontaine Saint-Pierre à Bouvines
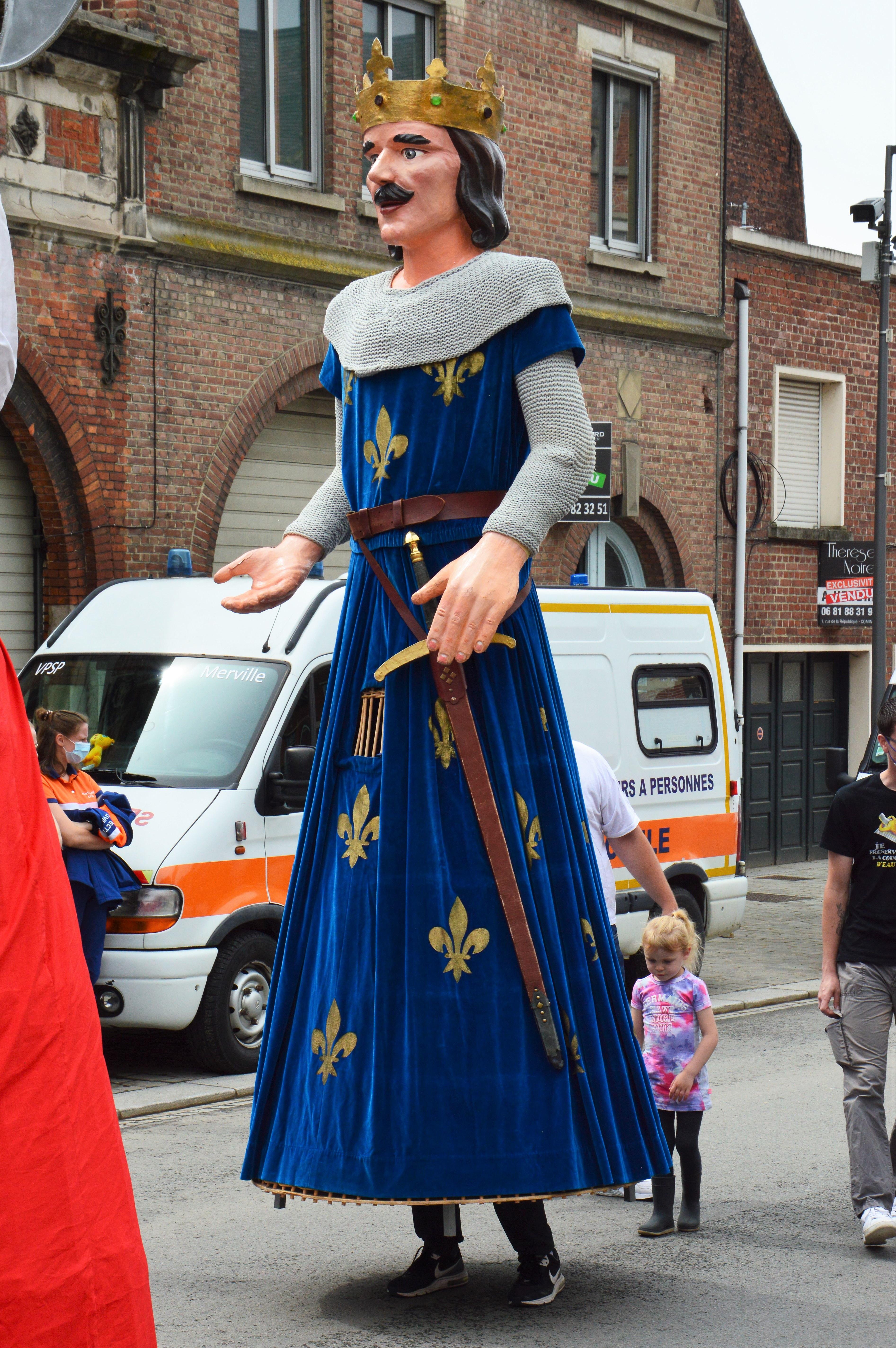
Philippe-Auguste, le géant de Bouvines

### Personnalités liées à la commune
- Félix Dehau (1846-1934), maire de Bouvines pendant 62 ans.
- Achille Pierre Deffontaines (1858-1914), général.
- Pierre-Thomas Dehau (1870-1956 ), fils du précédent, dominicain.

### Site classé
L'ensemble formé par le champ de bataille de Bouvines et ses abords, sur le territoire des communes d'Anstaing, Baisieux,
Bourghelles, Bouvines, Camphin-en-Pévèle, Chéreng, Cysoing, Fretin, Gruson, Louvil, Sainghin-en-Mélantois
et Wannehain est classé parmi les sites du département du Nord.

### Héraldique
|  | Les armes de Bouvines se blasonnent ainsi :« Bandé d'or et d'azur de six pièces » |

## Pour approfondir